# Князь-Єлга
Князь-Єлга́ (рос. Князь-Елга, башк. Кенәзйылға) — присілок у складі Ілішевського району Башкортостану, Росія. Входить до складу Аккузевської сільської ради.
Населення — 59 осіб (2010; 53 у 2002).
Національний склад:
- башкири — 88 %